# Albireo (astronomia)
Albireo (AFI: /albiˈrɛo/; β Cygni) è un sistema stellare situato su un estremo del braccio più lungo della croce che costituisce la struttura della costellazione del Cigno, l'altro estremo è Deneb (α Cygni).
È considerata una delle più belle stelle doppie del cielo poiché è costituita da due stelle di colore contrastante: la principale è di colore arancio mentre la secondaria, di classe B8, è di colore bianco-azzurro.

## Osservazione

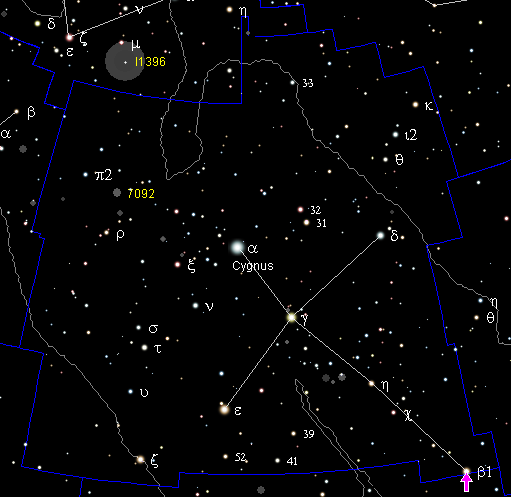
La posizione di Albireo nella costellazione del Cigno

Ad occhio nudo appare essere una singola stella, ma un piccolo telescopio è sufficiente per apprezzarne la duplicità e il contrasto di colore tra la stella principale e la secondaria.
La sua posizione moderatamente boreale fa sì che questa stella sia osservabile specialmente dall'emisfero nord, in cui si mostra alta nel cielo nella fascia temperata; dall'emisfero australe la sua osservazione risulta invece più penalizzata, specialmente al di fuori della sua fascia tropicale. Essendo di magnitudine +3,05, la si può osservare anche dai piccoli centri urbani senza difficoltà, sebbene un cielo non eccessivamente inquinato sia maggiormente indicato per la sua individuazione.
Il periodo migliore per la sua osservazione nel cielo serale ricade nei mesi compresi fra fine giugno e novembre; nell'emisfero nord è visibile anche per tutto l'autunno, grazie alla declinazione boreale della stella, mentre nell'emisfero sud può essere osservata in particolare durante i mesi del tardo inverno australe.

## Caratteristiche fisiche
Albireo A  la più brillante della coppia, ha magnitudine apparente 3,1; è una gigante brillante arancione di classe K3, con una temperatura di 4.400 kelvin, inferiore a quella del Sole, ma con raggio 50 volte superiore; il suo colore è giallo-arancio e la sua massa è calcolata essere 5 volte quella solare. La sua luminosità è 950 volte quella solare.
Nel 1976 usando la tecnica dello speckle all'Osservatorio di Kitt Peak, Albireo A è risultata essere a sua volta una binaria; la sua compagna, Albireo C, o Albireo Ac come è catalogata nel Washington Double Star Catalog è molto simile alla compagna visibile Albireo B: è una stella bianco-azzurra di sequenza principale di classe B9 e magnitudine apparente 5,8. Dista dalla componente A 40 Unità Astronomiche e il loro periodo orbitale è calcolato in 122 anni. La loro separazione attuale è di 0,4 secondi d'arco, di conseguenza la separazione visuale delle componenti è possibile solo con strumenti professionali di grande apertura.

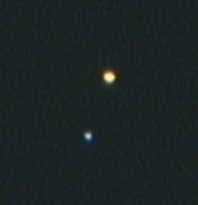
Albireo A e B

Albireo B, di magnitudine 5,1 è invece una stella di classe B8 di sequenza principale, quindi di colore bianco-azzurro, avente una temperatura superficiale di 12.100 kelvin, molto più elevata di quella solare; la sua massa è calcolata essere 3,7 volte quella solare. La sua luminosità è 190 volte quella solare. Si distingue per l'alta velocità orbitale: completa un giro su sé stessa in 0,6 giorni. Viene anche classificata come stella Be.
Data la distanza tra loro, non è completamente chiaro se la coppia che forma Albireo A sia legata fisicamente a B, oppure se si tratti solamente di una doppia ottica. Nel caso fossero effettivamente legate gravitazionalmente il periodo attorno al comune centro di massa di A e B sarebbe di almeno 75.000 anni.

## La distanza dal sole
Le distanze dal Sole sono state recentemente rettificate attraverso l'analisi del satellite Hipparcos e sono rispettivamente di 434 anni luce per la componente A e di 400 anni luce per la componente B. In base alle distanze non ancora rettificate risultavano pertanto separate da 34 secondi d'arco, ciò significa che le due stelle distano tra loro circa 650 miliardi di chilometri (50 volte la grandezza del sistema solare). Data l'enorme distanza per lungo tempo sì è pensato che fosse una doppia ottica, cioè senza un legame gravitazionale tra le due componenti. Comunque oggi si è portati a credere che sia un vero sistema binario con un periodo orbitale di molte migliaia di anni, forse 75.000 anni.
Albireo si sta avvicinando velocemente al sistema solare, e in un futuro lontano, tra oltre 5 milioni di anni, raggiungerà la minima distanza dalla Terra, a 23,2 anni luce di distanza. A quell'epoca sarà la stella più luminosa nel cielo terrestre, con una magnitudine apparente di -3,30.

## Origine del nome
Il nome arabo assegnato a questa stella è Minqār al-Dajāja, che tradotto letteralmente significa "il becco della gallina", definizione che rimanda alla posizione di Albireo all'interno della costellazione. Tenendo conto di ciò, viene in un certo senso confermata l'ipotesi secondo la quale il nome attuale della stella sia frutto di un errore di trascrizione. In un'edizione del 1515 dell'Almagesto, il nome Albireo viene collegato all'espressione latina ab ireo (che significa dall'iris), dove il termine Ireus, ovvero l'iris, potrebbe essere una trascrizione errata della parola greca Ornis, che significa uccello.